# Ndifreke Udo
Ndifreke Effiong Udo (15 agosto 1998) è un calciatore nigeriano, attaccante del Newroz.

## Carriera

### Club
Ha giocato in Nigeria, negli Abia Warriors.

### Nazionale
Nel 2015 partecipa alla Coppa d'Africa Under-23 con la selezione di categoria nigeriana. Nel 2016 viene convocato per le Olimpiadi di Rio 2016, dove vince la medaglia di bronzo, disputando 5 partite.

## Statistiche

### Cronologia presenze e reti in nazionale
| Cronologia completa delle presenze e delle reti in nazionale ― Nigeria | Cronologia completa delle presenze e delle reti in nazionale ― Nigeria | Cronologia completa delle presenze e delle reti in nazionale ― Nigeria | Cronologia completa delle presenze e delle reti in nazionale ― Nigeria | Cronologia completa delle presenze e delle reti in nazionale ― Nigeria | Cronologia completa delle presenze e delle reti in nazionale ― Nigeria | Cronologia completa delle presenze e delle reti in nazionale ― Nigeria | Cronologia completa delle presenze e delle reti in nazionale ― Nigeria |
| Data                                                                   | Città                                                                  | In casa                                                                | Risultato                                                              | Ospiti                                                                 | Competizione                                                           | Reti                                                                   | Note                                                                   |
| ---------------------------------------------------------------------- | ---------------------------------------------------------------------- | ---------------------------------------------------------------------- | ---------------------------------------------------------------------- | ---------------------------------------------------------------------- | ---------------------------------------------------------------------- | ---------------------------------------------------------------------- | ---------------------------------------------------------------------- |
| 26-3-2019                                                              | Asaba                                                                  | Nigeria                                                                | 1 – 0                                                                  | Egitto                                                                 | Amichevole                                                             | -                                                                      | 90’                                                                    |
| Totale                                                                 |                                                                        | Presenze                                                               | 1                                                                      |                                                                        | Reti                                                                   | 0                                                                      |                                                                        |

| Cronologia completa delle presenze e delle reti in nazionale ― Nigeria olimpica | Cronologia completa delle presenze e delle reti in nazionale ― Nigeria olimpica | Cronologia completa delle presenze e delle reti in nazionale ― Nigeria olimpica | Cronologia completa delle presenze e delle reti in nazionale ― Nigeria olimpica | Cronologia completa delle presenze e delle reti in nazionale ― Nigeria olimpica | Cronologia completa delle presenze e delle reti in nazionale ― Nigeria olimpica | Cronologia completa delle presenze e delle reti in nazionale ― Nigeria olimpica | Cronologia completa delle presenze e delle reti in nazionale ― Nigeria olimpica |
| Data                                                                            | Città                                                                           | In casa                                                                         | Risultato                                                                       | Ospiti                                                                          | Competizione                                                                    | Reti                                                                            | Note                                                                            |
| ------------------------------------------------------------------------------- | ------------------------------------------------------------------------------- | ------------------------------------------------------------------------------- | ------------------------------------------------------------------------------- | ------------------------------------------------------------------------------- | ------------------------------------------------------------------------------- | ------------------------------------------------------------------------------- | ------------------------------------------------------------------------------- |
| 5-8-2016                                                                        | Manaus                                                                          | Nigeria olimpica                                                                | 5 – 4                                                                           | Giappone olimpica                                                               | Olimpiadi 2016 - 1º turno                                                       | -                                                                               | 78’                                                                             |
| 8-8-2016                                                                        | Manaus                                                                          | Svezia olimpica                                                                 | 0 – 1                                                                           | Nigeria olimpica                                                                | Olimpiadi 2016 - 1º turno                                                       | -                                                                               | 88’                                                                             |
| 11-8-2016                                                                       | San Paolo                                                                       | Colombia olimpica                                                               | 2 – 0                                                                           | Nigeria olimpica                                                                | Olimpiadi 2016 - 1º turno                                                       | -                                                                               |                                                                                 |
| 13-8-2016                                                                       | Salvador                                                                        | Nigeria olimpica                                                                | 2 – 0                                                                           | Danimarca olimpica                                                              | Olimpiadi 2016 - Quarti di finale                                               | -                                                                               | 85’                                                                             |
| 17-8-2016                                                                       | San Paolo                                                                       | Nigeria olimpica                                                                | 0 – 2                                                                           | Germania olimpica                                                               | Olimpiadi 2016 - Semifinale                                                     | -                                                                               | 19’- 71’                                                                        |
| Totale                                                                          |                                                                                 | Presenze                                                                        | 5                                                                               |                                                                                 | Reti                                                                            | 0                                                                               |                                                                                 |

## Palmarès

### Nazionale
- Bronzo olimpico: 1

Rio de Janeiro 2016